# Masatada Ishii
Masatada Ishii (em japonês:  石井 正忠 - Ishii Masatada; Ichihara, 1 de fevereiro de 1967) é um ex-futebolista e treinador de futebol japonês que atuava como meio-campista. Atualmente está na Seleção da Tailândia..

## Carreira de jogador
Formado na Universidade Junkendo, Ishii assinou com o NTT Kanto (atual Omiya Ardija) em 1989, tendo disputado 43 partidas em 3 anos de clube.
Contratado em 1991 pelo Sumitomo Metals - embrião do Kashima Antlers - , que já contava com o consagrado brasileiro Zico em seu elenco, o meio-campista viveu sua melhor fase na carreira, atuando em 109 jogos e marcando 3 gols. Venceu ainda a J-League de 1996, a Supercopa, a Copa da Liga Japonesa e a Copa do Imperador de 1997. Em 1998, Ishii encerrou sua carreira de jogador no Avispa Fukuoka, onde disputou apenas um jogo.

## Pós-aposentadoria
Depois que pendurou as chuteiras, Ishii voltou ao Kashima Antlers, desta vez para integrar a comissão técnica do clube, como preparador físico.
Em julho de 2015, com a demissão de Toninho Cerezo, foi promovido ao comando técnico do Antlers, sendo o primeiro treinador japonês do clube desde 1994 (Takashi Sekizuka chegou a exercer a função em 1998 e 1999, mas como interino), quando Masakatsu Miyamoto era o técnico da equipe. Seu primeiro título foi a Copa da Liga, obtida sobre o Gamba Osaka. Conquistou ainda a J-League de 2016 e ainda viu o Kashima dar trabalho ao Real Madrid na final da Copa do Mundo de Clubes, vencida pela equipe espanhola por 4 a 2 - o treinador fez críticas ao árbitro Janny Sikazwe por este não ter expulsado o zagueiro Sergio Ramos depois de cometer uma falta no meio-campo. Ishii foi eleito ainda o Treinador do Ano da J. League.
Após um início de campanha abaixo das expectativas, foi demitido do Kashima em maio de 2017 e posteriormente substituído pelo ex-zagueiro Go Oiwa. Voltaria ao futebol no encerramento da temporada, quando substituiu Akira Ito no Omiya Ardija, na tentativa de evitar o rebaixamento para a segunda divisão. Apesar de não ter conseguido manter os Esquilos na elite do futebol japonês, Ishii permaneceu no cargo para a disputa da J-2.

## Titulos

### Procurator
Buriram United
- Campeonato Tailandês de Futebol: 2 (2021–22, 2022–23)

Seleção Tailandesa
- King's Cup: 2024